# 野津圭子
野津圭子（1947年—2019年9月17日），日本企業家。她是琉球末代國王尚泰的後代，曾擔任過日歐文化交流會理事，也是琉球神道第20代聞得大君，負責琉球神道祭祀。
婚前名尚圭子，她是尚裕的第三女，為尚裕的後妻尚啓子（婚前名：村瀨啓子）所生。她的丈夫是Ohayo乳業的前任代表董事野津喬（1945年-2017年），長子為該公司現任社長野津基弘。她也是政治家井上信治的義母。
野津圭子於2019年9月17日去世，享年72歲。9月25日，她的葬禮在東京都品川區舉行，由長子野津基弘主持。